# Aéroport de Yuendumu
L'aéroport de Yuendumu est un aéroport situé en Australie.